# Antyprzeciwciała
Antyprzeciwciała lub antyimmunoglobuliny – przeciwciała, które są immunogenne względem innych przeciwciał. Wynika to z faktu, że przeciwciała będąc białkami też są immunogenne (mogą wywoływać odpowiedź immunologiczną).
Przeciwciała obcego organizmu podane innemu, wywołują w powstawanie antyprzeciwciał. Dzieje się tak szczególnie w przypadku, gdy dawca i biorca przeciwciał należą do różnych gatunków. Antyprzeciwciała mogą powstać również w obrębie tego samego organizmu. Nazywa się je wtedy auto-antyprzeciwciałami. Antyprzeciwciała mogą powstać przeciwko różnym determinantom białkowym w cząsteczce immunoglobuliny (np. idiotypowym, allotypowym lub izotypowym).
Największe znaczenie kliniczne mają dwie grupy przeciwciał:
- czynnik reumatoidalny
- przeciwciała antyidiotypowe